# Echinogorgia japonica
Echinogorgia japonica is een zachte koraalsoort uit de familie Plexauridae. De koraalsoort komt uit het geslacht Echinogorgia. Echinogorgia japonica werd in 1931 voor het eerst wetenschappelijk beschreven door Aurivillius. 